# Багамские Острова на летних Олимпийских играх 1968
Багамские Острова принимали участие в Летних Олимпийских играх 1968 года в Мехико (Мексика) в пятый раз за свою историю, но не завоевали ни одной медали.

## Результаты

### Борьба
Вольная борьба
| Спортсмен     | Весовая категория | Круговой раунд                     | Круговой раунд                             | Круговой раунд        | Круговой раунд           | Круговой раунд       | Круговой раунд        | Финальный раунд           | Финальный раунд |
| Спортсмен     | Весовая категория | Первый круг Результат              | Второй круг Результат                      | Третий круг Результат | Четвёртый круг Результат | Пятый круг Результат | Шестой круг Результат | Финальный раунд Результат | Место           |
| ------------- | ----------------- | ---------------------------------- | ------------------------------------------ | --------------------- | ------------------------ | -------------------- | --------------------- | ------------------------- | --------------- |
| Роберт Нихон  | до 87 кг          | Борис Гуревич СССР П Туше (1:59)   | Рон Гринстид Великобритания П Туше (4:33)  | Завершил выступления  | Завершил выступления     | Завершил выступления | Завершил выступления  | Завершил выступления      | 20              |
| Алексис Нихон | до 97 кг          | Рышард Длугож Польша П Туше (1:33) | Хорлоогийн Баянмунх Монголия П Туше (1:17) | Завершил выступления  | Завершил выступления     | Завершил выступления | Завершил выступления  | Завершил выступления      | 15              |

### Лёгкая атлетика
| Спортсмен                                                             | Дисциплина            | Первый раунд | Первый раунд | Четвертьфинал        | Четвертьфинал        | Полуфинал            | Полуфинал            | Финал                 | Финал                 |
| Спортсмен                                                             | Дисциплина            | Время        | Место        | Время                | Место                | Время                | Место                | Время                 | Место                 |
| --------------------------------------------------------------------- | --------------------- | ------------ | ------------ | -------------------- | -------------------- | -------------------- | -------------------- | --------------------- | --------------------- |
| Эдвин Джонсон                                                         | 200 м                 | 21.2         | 6 Q          | 21.4                 | 7                    | Завершил выступления | Завершил выступления | Завершил выступления  | Завершил выступления  |
| Лесли Миллер                                                          | 400 м                 | 46.9         | 7            | Завершил выступления | Завершил выступления | Завершил выступления | Завершил выступления | Завершил выступления  | Завершил выступления  |
| Норрис Стаббс                                                         | 100 м                 | 10.60        | 5            | Завершил выступления | Завершил выступления | Завершил выступления | Завершил выступления | Завершил выступления  | Завершил выступления  |
| Норрис Стаббс                                                         | 200 м                 | 21.6         | 6            | Завершил выступления | Завершил выступления | Завершил выступления | Завершил выступления | Завершил выступления  | Завершил выступления  |
| Бернард Ноттаж                                                        | 100 м                 | 10.6         | 4            | Завершил выступления | Завершил выступления | Завершил выступления | Завершил выступления | Завершил выступления  | Завершил выступления  |
| Бернард Ноттаж                                                        | 200 м                 | 21.3         | 4            | Завершил выступления | Завершил выступления | Завершил выступления | Завершил выступления | Завершил выступления  | Завершил выступления  |
| Джерри Уиздом Том Робинсон Бернард Ноттаж Эдвин Джонсон Норрис Стаббс | эстафета 4×100 метров | 39.4         | 4 Q          | н/д                  | н/д                  | DSQ                  | DSQ                  | Завершили выступления | Завершили выступления |

| Спортсмен      | Дисциплина      | Квалификация | Квалификация | Финал                | Финал                |
| Спортсмен      | Дисциплина      | Результат    | Место        | Результат            | Место                |
| -------------- | --------------- | ------------ | ------------ | -------------------- | -------------------- |
| Энтони Бельфур | прыжки в высоту | 1.95         | 36           | Завершил выступления | Завершил выступления |
| Тимоти Баррет  | прыжки в дину   | 15.79        | 20           | Завершил выступления | Завершил выступления |
| Джерри Уиздом  | тройной прыжок  | 6.99         | 30           | Завершил выступления | Завершил выступления |

### Парусный спорт
| Экипаж                                | Класс    | Регата | Регата | Регата | Регата | Регата | Регата | Регата | Очки | Место |
| Экипаж                                | Класс    | 1      | 2      | 3      | 4      | 5      | 6      | 7      | Очки | Место |
| ------------------------------------- | -------- | ------ | ------ | ------ | ------ | ------ | ------ | ------ | ---- | ----- |
| Кеннет Олбури                         | финн     | 22     | 23     | 26     | 31     | 24     | 15     | DNS    | 177  | 28    |
| Дарвард Ноулз Перси Ноулз             | звёздный | 6      | DNS    | 2      | 3      | 4      | 9      | 14     | 63.4 | 5     |
| Годфри Келли Джордж Рэмзи Давид Келли | дракон   | DNF    | DNF    | 17     | 14     | 9      | 9      | 10     | 117  | 16    |